# Пятнистый крапивниковый бабблер
Пятнистый крапивниковый бабблер (лат. Elachura formosa) — вид птиц из монотипического семейства Elachuridae. Ранее его относили к семейству тимелиевых (Timaliidae), однако молекулярные филогенетические исследования 2014 года, показали существенные различия птицы, поэтому вид выделили в собственное семейство.

## Описание
Вид распространён в лесах на востоке Гималаев и Юго-Восточной Азии. Птица обитает в подлеске и зарослях влажных, умеренных и субтропических лиственных лесов, вечнозелёных лесов и зарослях рододендрона. Их среда обитания, часто около ручьёв или в крутых ущельях с интенсивным ростом папоротника, моховыми камнями и стволами упавших деревьев. Распределение высот на Индийском субконтиненте простирается от 300 до 2400 м; в Юго-Восточном Китае вид встречается на высотах от 1100 до 2150 м, а в Юго-Восточной Азии на высотах от 480 до 2000 м. Питается в основном насекомыми.
Птица длиной 10 см. Голова, шея и верхняя часть тела тускло-коричнево-серые с узором в виде маленьких белых точек. Верхние кроющие крыльев и хвост рыжевато-коричневые, с узкими чёрными полосами. Нижняя сторона — светло-коричневая с узором в виде небольших чёрных точек и линий, а также белых пятен. Радужка коричневая, клюв и ноги роговые. Половой диморфизм отсутствует. Молодые птицы темнее и имеют более сильное белое пятно.
Сезон размножения в апреле и мае. Куполообразное гнездо из травы, тонких корней и листьев, густо опушенных, спрятано на земле в подлеске или между осенней листвой. Кладка состоит из трёх-четырёх яиц белого цвета с несколькими красновато-коричневыми пятнами.